# Can Sarvan
Can Sarvan (Istanbul, 1972) è una giornalista e regista turca che vive a Cipro Nord dal 2003.

## Biografia

### Carriera
Ha studiato filosofia all'Università del Bosforo, anche se non si è laureata. Ha lavorato per un certo periodo come giornalista a Mosca prima di tornare in Turchia nel 2000. È stata editorialista  per i giornali turco-ciprioti Kıbrıs Gazetesi     e Meydan Kıbrıs .
Ha realizzato il film Nar Yarası (2007) ed un documentario, sulla divisione dell'isola di Cipro ed ha prodotto un altro film sull'ambiente, Denizbozan (2008) . 
Il suo cortometraggio Hayatım (2008) è stato premiato allo Stranger Festival del 2009 .
Can Sarvan gestisce anche un sito web chiamato Mikro-Makro.